# Rudziniec (gromada)
Rudziniec – dawna gromada, czyli najmniejsza jednostka podziału terytorialnego Polskiej Rzeczypospolitej Ludowej w latach 1954–1972.
Gromady, z gromadzkimi radami narodowymi (GRN) jako organami władzy najniższego stopnia na wsi, funkcjonowały od reformy reorganizującej administrację wiejską przeprowadzonej jesienią 1954 do momentu ich zniesienia z dniem 1 stycznia 1973, tym samym wypierając organizację gminną w latach 1954–1972.
Gromadę Rudziniec z siedzibą GRN w Rudzińcu utworzono – jako jedną z 8759 gromad na obszarze Polski – w powiecie gliwickim w woj. stalinogrodzkim, na mocy uchwały nr 18/54 WRN w Stalinogrodzie z dnia 5 października 1954. W skład jednostki weszły obszary dotychczasowych gromad Łącza i Rudziniec ze zniesionej gminy Rudziniec niektóre parcele z kart 1 i 2 obrębu Łaskarzówka w tymże powiecie; ponadto przysiółek Wydzierów z dotychczasowej gromady Łany oraz przysiółek Stodółka z dotychczasowej gromady Chechło ze zniesionej gminy Pławniowice w tymże powiecie. Dla gromady ustalono 24 członków gromadzkiej rady narodowej.
20 grudnia 1956 województwo stalinogrodzkie przemianowano (z powrotem) na katowickie.
30 czerwca 1963 do gromady Rudziniec włączono niektóre parcele z obrębów katastralnych Ujazd i Niezdrowice z miasta Ujazd w powiecie strzeleckim w woj. opolskim.
Gromada przetrwała do końca 1972 roku, czyli do kolejnej reformy gminnej. 1 stycznia 1973 w powiecie gliwickim reaktywowano gminę Rudziniec.